# ARM Cortex-A12
ARM Cortex-A12 — лицензируемое ядро 32-битного процессора, может использоваться в многоядерных конфигурациях до 4 ядер с поддержкой кэш-когерентности. Ядро реализует набор инструкций ARM v7. Впервые было представлено летом 2013 года, позиционировалось для среднего сегмента. Преемником A12 в начале 2014 года стало ядро ARM Cortex-A17. Начиная со второй ревизии разница между A12 и A17 сократилась до такой степени, что ARM отказалась от названия A12 и начала использовать обозначение A17 для обоих ядер.

## Обзор
ARM заверяла, что ядро Cortex-A12 имеет типичную производительность на 40% выше чем у ядра Cortex-A9.
По сравнению с Cortex-A9, в этом ядре появляется поддержка аппаратной виртуализации и 40-битной адресации Large Physical Address Extensions (LPAE). Ядро может использоваться по схеме big.LITTLE совместно с энергоэффективными ядрами Cortex-A7.
Основные возможности ядра Cortex-A12:
- внеочередное спекулятивное суперскалярное исполнение инструкций, эффективность по синтетическому тесту Dhrystone достигает 3.00 DMIPS/МГц/ядро.
- Векторные инструкции  NEON.
- VFPv4 для обработки чисел с плавающей запятой.
- Кодировка команд Thumb-2 для уменьшения объема машинных кодов.
- Расширения безопасного исполнения TrustZone
- Встроенный контроллер кеша L2 (размер задается производителем СнК, 0-8 МБ).
- Возможны многоядерные конфигурации.
- Адресация до 40-бит (1 ТБ ОЗУ) - Large Physical Address Extensions (LPAE).
- Аппаратная виртуализация.